# Юрген Фанґгенел
Юрген Фанґгенел (нім. Jürgen Fanghänel; 1 серпня 1951) — німецький боксер, який виступав за збірну команду НДР. Призер олімпійських ігор, чемпіонатів світу і Європи у важкій вазі.

## Життєпис
Народився у місті Лімбах-Оберфрона, нині — район Цвіккау адміністративного округу Хемніц землі Саксонія.
На літніх Олімпійських іграх 1972 року в Мюнхені (ФРН) у першому колі переміг Атанаса Сапунджиєва (Болгарія), а у чвертьфіналі поступився Іону Алексе (Румунія).
На чемпіонаті Європи 1973 року в Белграді (СФРЮ) в 1/8 фіналу поступився Петеру Гуссінгу (ФРН).
На літніх Олімпійських іграх 1976 року в Монреалі (Канада) у першому ж раунді поступився Віктору Іванову (СРСР).
На чемпіонаті Європи 1977 року в Галле (НДР) дістався фіналу, де поступився Євгену Горсткову (СРСР).
На чемпіонаті Європи 1979 року в Кельні (ФРН) у півфіналі поступився господареві змагань Петеру Гуссінгу.
На літніх Олімпійських іграх 1980 року в Москві (СРСР) почергово переміг Луїса Кастільйо (Еквадор) і Петра Стоіменова (Болгарія). У півфіналі поступився Петру Заєву (СРСР).
На чемпіонаті Європи 1981 року в Тампере (Фінляндія) дістався фіналу, де поступився Олександру Ягубкіну (СРСР).
Після закінчення спортивної кар'єри працював тренером.